# Redo Rescue
Redo Rescue, precedentemente noto come Redo Backup and Recovery, è un software gratuito dedicato al disaster recovery. Funziona in modalità CD live e mette a disposizione un'interfaccia grafica per lo strumento Partclone.
Grazie a Redo Rescue è possibile eseguire backup e recuperi su "puro metallo" (ovvero su degli elaboratori che non contengono sistemi operativi e/o applicazioni), utilizzando come destinazione unità disco esterne e/o risorse condivise.
Il progetto ha avuto un lungo periodo di inattività, durato dal 2012 al 2020. Nel 2020 il progetto è ripartito sotto il nuovo nome di Redo Rescue.

## Software inclusi
Oltre al software di backup, la distribuzione include alcuni programmi aggiuntivi tra cui:
- baobab
- chntpw
- cryptsetup
- drivereset
- Chromium
- fsarchiver
- geany
- gnome-disk-utility
- gparted
- grsync
- hdparm
- lshw-gtk
- partclone
- partimage
- photorec
- rsync
- scp
- smartctl
- ssh
- testdisk

## RescueZilla
Nel 2019, mentre il progetto era abbandonato, venne creato un fork denominato Rescuezilla, che correggeva diversi bug presenti nella versione precedente. Rescuezilla era inizialmente basata su Debian ed in seguito su Ubuntu.